# Luigi Sturzo
Dom Luigi Sturzo (Caltagirone, 26 de novembro de 1871 — Roma, 8 de agosto de 1959) foi um sacerdote católico e político italiano. Fundou o Partido Popular Italiano. Foi nomeado senador vitalício por decreto presidencial em 17 de dezembro de 1952.
Foi ordenado sacerdote em 19 de maio de 1894 pelo bispo de Caltagirone Saverio Gerbino e em 1896 obteve a graduação em Teologia na Pontifícia Universidade Gregoriana de Roma. 
Sturzo foi precursor da criação da Democracia Cristã e foi obstinado oponente do Fascismo de Benito Mussolini, tendo declarado no Congresso do Partido Popular Italiano de 1923 a incompatibilidade da concepção "popular" com o fascismo totalitário. Sua oposição ao regime fascista fez com que tivesse de se exilar de  1924 a 1946, tendo se estabelecido primeiramente em Londres, Paris e finalmente Nova Iorque. Após o fim da Segunda Guerra Mundial, Sturzo retornou à Itália e foi um importante incentivador da autonomia especial para a Sicília, sua terra natal.
Anticomunista convicto, Sturzo foi um severo opositor das ideias marxistas que se ganharam força após o fim da Segunda Guerra. Finalmente, foi nomeado pelo então presidente da República Luigi Einaudi senador vitalício. Sturzo aceitou a nomeação somente após ter recebido o nihil obstat do papa Pio XII. Morreu em Roma aos 87 anos e foi sepultado na Igreja do Santíssimo Salvador em Caltagirone, Sicília.